# Oust-Tchorna
Oust-Tchorna (ukrainien : Усть-Чорна) est une commune urbaine de l'oblast de Transcarpatie, en Ukraine. Elle compte 1 564 habitants en 2021.